# NGC 87
NGC 87 je nepravidelná galaxie v souhvězdí Fénix. Její zdánlivá jasnost je 14,1m a úhlová velikost 0,9′ × 0,7′. Je vzdálená 150 milionů světelných let, průměr má 35 000 světelných let. Galaxie je spolu s NGC 88, NGC 89 a NGC 92 členem skupiny galaxií Robertsova kvartetu. Galaxii objevil 30. září 1834 John Herschel.